# 荒原狼 (漫畫)
荒原狼（英語：Steppenwolf）是一名出現在DC漫畫中的超級反派，角色首次出現在《新神》#7（1972年2月），由傑克·科比創作。

## 人物
新神之一，同時也是赫格爾的弟弟及天啟星帝王達克賽德的叔叔。荒原狼為達克賽德菁英的成員，並領導著天啟星的軍隊。他騎著一台與奧萊恩（Orion，達克賽德之子）相同科技的飛行機車。
荒原狼是曾經殺死過超人的怪物 ──毀滅日襲擊下的倖存者之一。兩百四十五萬年前，荒原狼、達克賽德與暴行大師搭乘天啟星太空梭抵達拜蘭五號星。該行星擁有天啟星軍武所需的精緻自然資源，資源在這場侵略中遭到摧毀，達克賽德與該星球公主之間的強迫婚姻也因為毀滅日的侵略而終結，暴行大師更被其迅速地撕裂。達克賽德無視荒原狼的指令使用歐米茄光束與毀滅日展開肉搏戰。荒原狼認為此星球及其居民已注定在這場災害中毀滅，便將達克賽德傳送往安全的地方，並答應他不會向他人提起這件事。最後毀滅日乘著天啟星太空梭逃離。
荒原狼的故事在大多數傑克·科比的作品中皆以倒敘的方式敘述。在他的首次登場中協助達克賽德謀殺其死敵天父（Highfather）的妻子。天父之後追查到他並殺了他作為報復，也因為這起謀殺而再度激起雙方之間的戰爭。荒狼之後被狄薩德所復活。
之後荒原狼在奇蹟先生（史考特·費伊，天父之子)於生死關頭時獲得如神的力量時出現，並藉由殺死他的母親來折磨他，而荒原狼之後受到身體上的折磨以作為報復。最後史考特選擇治癒了荒狼取代如自己渴望的殺了他。
荒原狼在《新神V2》#6中以新造型登場。雖然被視為一種蔑視，荒原狼被授予統帥達克賽德的天啟星大軍的工作。他之後便與閃電俠貝瑞·艾倫及正義聯盟展開戰鬥。
荒原狼在《恐怖泰坦》#2中為黑暗面俱樂部的成員之一。他被時鐘王所殺，時鐘王當時在俱樂部中進行角鬥士戰鬥作為娛樂。

### 新52
新52重啟後，荒原狼率領達克賽德的天啟魔大軍進攻平行宇宙的地球2。雖然最後地球2的超級英雄們大多倖存，但是超人、蝙蝠俠及神力女超人卻都在此戰役中犧牲。五年後，荒原狼顯然仍藏匿在地球2上並遭到懸賞3億美元的通緝。他最後被該世界的比札羅所殺，其為荒原狼底下的一名士兵並遭灌輸必須為天啟星而戰的思想。
荒原狼也短暫地在新52正義聯盟的一回中出現並參與了對超人在始源地球上的折磨。他被視為達克賽德的援軍當他前往攻擊反監視者時。

## 能力
荒原狼的能力有因種族而天生的長生不老、超級力量、耐力、速度與敏捷。他是一名經驗豐富的軍事指揮官，當他親自戰鬥時，經常指揮戰犬騎兵部隊（騎士們騎著巨犬作戰） ，引導軍隊造成屠殺和大規模死亡。他使用著好幾種武器，包括一個用來捕獲敵人的纜繩套索，並可以用其發射擊致命的光束。他的主要武器是他的電擊戰斧。他也是一名傑出的劍客及強大的肉搏戰對手。

## 其他媒體

### 電視
- 《超人：動畫系列》：於第2季第26集《天啟星進攻》登場，由薛曼·霍華德配音。荒狼率領一支天啟魔大軍進攻超人所居住的大都會。他的飛行器被駕駛陸軍直升機的丹·透平擊落後荒原狼便墜入海中。

- 《正義聯盟》：於《黃昏》的第一部分中登場，由科瑞·波頓配音。荒原狼從新創世星（New Genesis）中止的入侵中撤退。他的船艦受到嚴重損壞並被藉由爆破管道（Boom Tube）傳送到達克賽德的據點。荒原狼可能預先被無情的奧萊恩所殺。

- 《蝙蝠俠智勇悍將》：於第1季第21集《叛徒的對決》初次登場，由凱文·麥可·理查森配音。在蝙蝠俠與其他外星角鬥士結束戰鬥後荒原狼似乎是蒙戈的競技場的冠軍。最後蝙蝠俠在約拿·海克斯的幫助之下擊敗了他。他之後在第2季第1集《遺忘的死亡賽車》登場。他代表蒙戈與地球的超級英雄及反派們對抗已決定地球的命運。在競賽輸給蝙蝠俠後遭到懲罰。

- 《正義聯盟出擊》：於第1季第7集《紅太陽之下》登場，由彼得·傑索普配音。荒原狼將自己及超人傳送到一個擁有紅太陽的行星。由於超人在紅太陽光的照射之下無法發揮自己的力量，所以他不得不用一切策略與荒原狼戰鬥。在他的腿受傷之後，他利用披風作為夾板並擊敗了荒狼。

### 動畫
- 《正義聯盟：神與魔》：為平行宇宙的荒狼，在片中並无任何台詞僅作為客串登場。

### 電影
- DC擴展宇宙：由希朗·漢德飾演[9]。
  - 《蝙蝠俠對超人：正義曙光》（2016年）：以投影方式出現。
  - 《正義聯盟》（2017年）
  - 《查克·史奈德之正義聯盟》（2021年）

## 外部連結
- DCU Guide: Steppenwolf
- Steppenwolf | DC Database | FANDOM powered by Wikia （页面存档备份，存于）